# باسكال ميندي
باسكال ميندي (بالفرنسية: Pascal Mendy)‏ (11 يناير 1979 بداكار في السنغال - ) هو لاعب كرة قدم سنغالي في مركز الدفاع. شارك مع منتخب السنغال لكرة القدم. أما مع النوادي، فقد لعب مع توربيدو جودينو ودينامو برست ودينامو موسكو ونادي بارتيزان مينسك ونادي جان دارك ونادي كاوناس وMbour Petite-Côte FC ‏ وأولمبيك نوازي لو سيك ‏ واتحاد مكابي باريس متروبول ‏.

## وصلات خارجية
- باسكال ميندي على موقع الاتحاد الأوربي (الإنجليزية)
- باسكال ميندي على موقع قاعدة بيانات كرة القدم.إي يو (الإنجليزية)
- باسكال ميندي على موقع ناشيونال فوتبول تيمز (الإنجليزية)
- باسكال ميندي على موقع Soccerway.com (الإنجليزية)